# Kanton Marseille-12
Der Kanton Marseille-12 ist ein französischer Wahlkreis im Département Bouches-du-Rhône in der Region Provence-Alpes-Côte d’Azur. Er hat 76.855 Einwohner (Stand: 2022) und umfasst einen Teilbereich der Stadt Marseille mit 76.855 Einwohnern (Stand: 2022). Bei der landesweiten Neuordnung der französischen Kantone wurde er 2015 neu geschaffen.

## Politik
| Vertreter im Departementrat | Vertreter im Departementrat    | Vertreter im Departementrat |
| Amtszeit                    | Namen                          | Partei                      |
| --------------------------- | ------------------------------ | --------------------------- |
| 2015–                       | Sabine Bernasconi Yves Moraine | UD                          |